# Patricia Haines
Patricia Ann Haines (Sheffield, 3 febbraio 1932 – Northampton, 25 febbraio 1977) è stata un'attrice britannica, famosa per i suoi lavori in televisione. È stata sposata con l'attore Michael Caine dal 1954 al 1962.

## Biografia

### Giovinezza e carriera
Patricia Haines nacque il 3 febbraio 1932 a Sheffield, West Riding of Yorkshire, Inghilterra.
È famosa principalmente per aver recitato in diverse serie televisive tra le quali Garry Halliday, Three Live Wires, I gialli di Edgar Wallace, Dixon of Dock Green, Suspense, Investigatore offresi, Gioco pericoloso, Agente speciale, Tris d'assi, Il Santo, Dipartimento S, Il mio amico fantasma, Paul Temple, Gli invincibili, Crown Court, Valle di luna, Special Branch, Within These Walls e Beasts.
Ha anche recitato in alcuni film, tra i quali La spia di Scotland Yard (1960), Madra... il terrore di Londra (1965) e Messe nere per le vergini svedesi (1972), diretto da Ray Austin.

### Vita privata
Patricia conobbe l'attore Michael Caine all'Arcadia Theatre (ora l'East Coast Cinema in London Road South) di Lowestoft, Suffolk. I due si sposarono il 3 aprile 1954 al Lothingland Register Office ed ebbero una figlia, Dominique. La coppia divorziò nel 1962.
Nel 1963 Patricia si risposò con l'attore Bernard Kay.

### Morte
Patricia Haines è morta di cancro ai polmoni, il 25 febbraio 1977 a Northampton, Northamptonshire, Inghilterra. Venne cremata il 1 marzo.

## Filmografia

### Cinema
- La spia di Scotland Yard (The Shakedown), regia di John Lemont (1960) non accreditata
- Clue of the Silver Key, regia di Gerard Glaister (1961)
- Madra... il terrore di Londra (The Night Caller), regia di John Gilling (1965)
- The Last Shot You Hear, regia di Gordon Hessler (1969)
- Walk a Crooked Path, regia di John Brason (1969)
- Messe nere per le vergini svedesi (Virgin Witch), regia di Ray Austin (1972)
- The Fast Kill, regia di Lindsay Shonteff (1972)

### Televisione
- Garry Halliday – serie TV, 2 episodi (1959)
- The Love of Mike – serie TV, 1 episodio (1960)
- BBC Sunday-Night Play – serie TV, 1 episodio (1960)
- Annual Outing, regia di Terence Dudley (non accreditato) – film TV (1960)
- Emergency-Ward 10 – serie TV, 3 episodi (1960)
- The World of Tim Frazer – serie TV, 7 episodi (1960-1961)
- Three Live Wires – serie TV, 1 episodio (1961)
- Magnolia Street – serie TV, 6 episodi (1961)
- I gialli di Edgar Wallace (The Edgar Wallace Mystery Theatre) – serie TV, 1 episodio (1961)
- Our Mister Ambler – serie TV, 1 episodio (1961)
- Flower of Evil, regia di Harry Carlisle e Robin Nash – miniserie TV (1961)
- Studio 4 – serie TV, 1 episodio (1962)
- The Six Proud Walkers – serie TV, 6 episodi (1962)
- The Wrong Way Back, regia di Morris Barry – film TV (1962)
- Dixon of Dock Green – serie TV, 1 episodio (1962)
- Ghost Squad – serie TV, 1 episodio (1963)
- Steptoe and Son – serie TV, 1 episodio (1963)
- Drama 61-67 – serie TV, 1 episodio (1963)
- Suspense – serie TV, 1 episodio (1963)
- The Plane Makers – serie TV, 1 episodio (1963)
- Crane – serie TV, 1 episodio (1964)
- Compact – serie TV, 40 episodi (1963-1964)
- Sergeant Cork – serie TV, 1 episodio (1964)
- The Marriage Lines – serie TV, 1 episodio (1965)
- Investigatore offresi (Public Eye) – serie TV, 1 episodio (1965)
- Reluctant Bandit, regia di Paddy Russell – miniserie TV (1965)
- The Flying Swan – serie TV, 2 episodi (1965)
- Gioco pericoloso (Danger Man) – serie TV, 2 episodi (1965)
- Summer and Winter, regia di Richard Doubleday – film TV (1965)
- Il barone (The Baron) – serie TV, 1 episodio (1966)
- The Rat Catchers – serie TV, 3 episodi (1966)
- Adam Adamant Lives! – serie TV, 1 episodio (1966)
- Blackmail – serie TV, 1 episodio (1966)
- Agente speciale (The Avengers) – serie TV, 3 episodi (1963-1967)
- No Hiding Place – serie TV, 1 episodio (1967)
- Rainbow City – serie TV, 1 episodio (1967)
- Doppia sentenza (Softly Softly) – serie TV, 1 episodio (1967)
- Them Down There, regia di Mike Newell – film TV (1968)
- City '68 – serie TV, 1 episodio (1968)
- Tris d'assi (The Champions) – serie TV, 1 episodio (1969)
- Il Santo (The Saint) – serie TV, 1 episodio (1969)
- Dipartimento S (Department S) – serie TV, 1 episodio (1969)
- The Inside Man – serie TV, 1 episodio (1969)
- Il mio amico fantasma (Randall and Hopkirk (Deceased)) – serie TV, 1 episodio (1970)
- Up Pompeii! – serie TV, 1 episodio (1970)
- The Adventures of Don Quick – serie TV, 1 episodio (1970)
- Paul Temple – serie TV, 1 episodio (1971)
- The Dick Emery Show – serie TV, 1 episodio (1971)
- Time to Lose, regia di Richard Doubleday – film TV (1972)
- ITV Saturday Night Theatre – serie TV, 1 episodio (1972)
- An Evening with Francis Howerd – serie TV, 1 episodio (1973)
- Gli invincibili (The Protectors) – serie TV, episodio 2x02 (1973)
- Crown Court – serie TV, 3 episodi (1973)
- Valle di luna (Emmerdale Farm) – serie TV, 19 episodi (1973-1974)
- Special Branch – serie TV, 1 episodio (1974)
- Ski-Boy – serie TV, 4 episodi (1974)
- Within These Walls – serie TV, 1 episodio (1975)
- The Growing Pains of P.C. Penrose – serie TV, 1 episodio (1975)
- Don't Drink the Water – serie TV, 1 episodio (1975)
- A Touch of the Casanovas, regia di Michael Mills – film TV (1975)
- Hadleigh – serie TV, 1 episodio (1976)
- Murder – serie TV, 1 episodio (1976)
- Beasts, regia di Richard Bramall, Don Taylor, John Nelson, Donald McWhinnie e Don Leaver – serie TV, 1 episodio (1976)